# Memento programtervezési minta
A Memento programtervezési minta biztosítja, hogy egy objektum visszaállítható legyen az előző állapotába.
A Memento minta három objektummal implementálható: originator (kezdeményező), caretaker (gondnok), memento (emlékeztető). Az originator egy objektum, aminek van valamilyen belső állapota. A caretaker valamit módosít az originator belső állapotán, azonban azt akarja, hogy lehetősége legyen visszavonni a változásokat. A caretaker először kér az originator-tól egy memento objektumot. Ezután valamilyen műveletet (vagy műveleteket) végez az originator-on, majd, ha vissza akarja állítani az előző állapotot, akkor visszaadja az originator-nak a memento objektumot. A memento objektum önmagában egy átlátszatlan objektum (a caretaker nem változtathatja meg, vagy nem ajánlott megváltoztatnia). Amikor ezt a mintát használjuk, ügyelni kell arra, hogy ez csak egy objektummal foglalkozik, az originator eközben megváltoztathat más objektumokat vagy erőforrásokat.

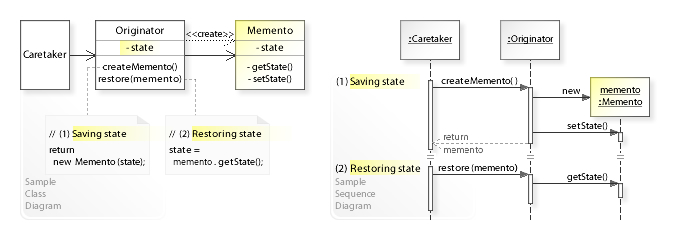
UML ábra

Különösen jól használható például visszavonás (undo/redo) funkcionalitás megvalósításakor dokumentumszerkesztés során. Előnye, hogy nem sérti az egységbezárás határait. Hátránya, hogy sokszor erőforrásigényes (pl. teljes dokumentumtartalom mentése, több példányban).

## Java példa
A következő Java program illusztrálja a Memento minta "visszavonás"ának használatát.
```
import
 
java.util.List
;

import
 
java.util.ArrayList
;

class
 
Originator
 
{

    
private
 
String
 
state
;

    
// The class could also contain additional data that is not part of the

    
// state saved in the memento..

 

    
public
 
void
 
set
(
String
 
state
)
 
{

        
System
.
out
.
println
(
"Originator: Setting state to "
 
+
 
state
);

        
this
.
state
 
=
 
state
;

    
}

 

    
public
 
Memento
 
saveToMemento
()
 
{

        
System
.
out
.
println
(
"Originator: Saving to Memento."
);

        
return
 
new
 
Memento
(
this
.
state
);

    
}

 

    
public
 
void
 
restoreFromMemento
(
Memento
 
memento
)
 
{

        
this
.
state
 
=
 
memento
.
getSavedState
();

        
System
.
out
.
println
(
"Originator: State after restoring from Memento: "
 
+
 
state
);

    
}

 

    
public
 
class
 
Memento
 
{

        
private
 
final
 
String
 
state
;

 

        
public
 
Memento
(
String
 
stateToSave
)
 
{

            
state
 
=
 
stateToSave
;

        
}

 

        
public
 
String
 
getSavedState
()
 
{

            
return
 
state
;

        
}

    
}

}

 

class
 
Caretaker
 
{

    
public
 
static
 
void
 
main
(
String
[]
 
args
)
 
{

        
List
<
Originator
.
Memento
>
 
savedStates
 
=
 
new
 
ArrayList
<
Originator
.
Memento
>
();

 

        
Originator
 
originator
 
=
 
new
 
Originator
();

        
originator
.
set
(
"State1"
);

        
originator
.
set
(
"State2"
);

        
savedStates
.
add
(
originator
.
saveToMemento
());

        
originator
.
set
(
"State3"
);

        
// We can request multiple mementos, and choose which one to roll back to.

        
savedStates
.
add
(
originator
.
saveToMemento
());

        
originator
.
set
(
"State4"
);

 

        
originator
.
restoreFromMemento
(
savedStates
.
get
(
1
));
   

    
}

}

```

A program kimenete:
```
Originator: Setting state to State1
Originator: Setting state to State2
Originator: Saving to Memento.
Originator: Setting state to State3
Originator: Saving to Memento.
Originator: Setting state to State4
Originator: State after restoring from Memento: State3
```

Ez a példa egy Stringet használ állapotként, amelyik egy megváltoztathatatlan objektum Java-ban.
Valós életbeli forgatókönyvek esetén az állapot csaknem minden esetben egy objektum lesz és ez esetben az állapot egy példányát kell használni.
Megjegyezzük, hogy megvalósítás rámutat egy hátrányra is: deklarálni kell egy belső osztályt. Jobb lenne, ha a mementó stratégiát egynél több objektumra lehetne alkalmazni.
Leginkább három módja van a mementó elérésének:
1. Szerializáció.
2. Egy osztályt deklarálunk ugyanabban a csomagban.
3. Az objektum egy proxyn keresztül szintén elérhetővé tehető, az adott objektumon egy save/restore (mentés/visszatöltés) műveletén keresztül.

## C# Példa
A Memento minta lehetővé teszi, hogy rögzítsük egy objektum állapotát az egységbezárás megsértése nélkül, úgy, hogy később vissza tudjuk azt állítani. Itt egy olyan példa látható ahol a memento objektumot konkrétan arra használjuk, hogy visszavonjuk az objektumban történő változásokat:
```
//IVSR : Memento példa C# kód

    
//eredeti objektum

    
public
 
class
 
OriginalObject

    
{

        
public
 
string
 
String1
 
{
 
get
;
 
set
;
 
}

        
public
 
string
 
String2
 
{
 
get
;
 
set
;
 
}

        
public
 
Memento
 
MyMemento
 
{
 
get
;
 
set
;
 
}

        
public
 
OriginalObject
(
string
 
str1
,
 
string
 
str2
)

        
{

            
this
.
String1
 
=
 
str1
;

            
this
.
String2
 
=
 
str2
;

            
this
.
MyMemento
 
=
 
new
 
Memento
(
str1
,
 
str2
);

        
}

        
public
 
void
 
Revert
()

        
{

            
this
.
String1
 
=
 
this
.
MyMemento
.
string1
;

            
this
.
String2
 
=
 
this
.
MyMemento
.
string2
;

        
}

    
}

    

    
//memento objektum

    
public
 
class
 
Memento

    
{

        
public
 
readonly
 
string
 
string1
;

        
public
 
readonly
 
string
 
string2
;

        
public
 
Memento
(
string
 
str1
,
 
string
 
str2
)

        
{

            
string1
 
=
 
str1
;

            
string2
 
=
 
str2
;

        
}

    
}

```